# Val Martins
Sinval Martins da Cruz, mais conhecido como Val Martins (Timóteo, 12 de fevereiro de 1966), é produtor, compositor, cantor, tecladista e engenheiro de audio brasileiro, inicialmente integrante de bandas e shows de outros artistas, e depois voltado para a música gospel.

## Biografia
Iniciou a carreira ainda pequeno, acompanhando o pai seresteiro em Minas Gerais. Seguiu a carreira na década de 1980, no Espírito Santo, onde tocava em bailes. Em 1988, mudando-se para o Rio de Janeiro, inicialmente trabalhando na noite, acompanhou o cantor Sidney Magal. Em estúdio trabalhou com diversos artistas, como Xuxa, Fagner, Mara Maravilha, Paquitas. Kiko Zambianchi, LS Jack, Kleber Lucas, Melissa, Carlinhos Felix, G. Hoffman, Aline Barros, Fernandinho, Heloísa Rosa e outros.
Sob o patrocínio da empresária Marlene Mattos, foi um dos integrantes da banda Yahoo, junto a Robertinho do Recife e José Henrique.
Aos vinte e sete anos converteu-se ao protestantismo e passou a dedicar-se à carreira solo, assinando com a gravadora gospel MK Publicitá. Em 1996, foi um dos destaques do Troféu Talento, recebendo o prêmio de Artista Revelação do Ano.
Devido a um problema vocal, precisou interromper a carreira como cantor por 8 anos. No entanto, continuou como vocalista de apoio e tecladista da banda Yahoo, chegando ainda a gravar com a banda 1 álbum de estúdio (Versões, de 2006) e 1 ao vivo (CD/DVD 20 Anos Ao Vivo, em 2008). Além disso, trabalhou como músico da Xuxa no Xuxa Só Para Baixinhos, ganhando o prêmio Grammy Latino em 2002.
O músico também possui composições suas gravadas por Xuxa, Wanessa Camargo, banda Novo Som, Aline Barros, Kleber Lucas, Nádia Santolli e outros.
Com a voz restabelecida, Val retomou seu chamado espiritual como cantor e gravou em 2010 o "Cantando em Salmos", voltando a fazer divulgações em emissoras de rádio e televisão e apresentações ao vivo por todo país.
Em 2013 lançou seu 1º DVD "Reino de Justiça" celebrando seus 20 anos de conversão e carreira cristã.
Em 2016, formou ao lado de Lenilton, Sérgio Knust e Marcos Kinder a superbanda KSLV, com estilo pop, black e rock. Embora nome do grupo carregue as iniciais dos seus integrantes, Kinder, Sérgio, Lenilton e Val, trata-se de uma junção de 4 atributos de Jesus: Kairós, Salvação, Liberdade e Vida. A união destes 4 músicos resultou 1 único álbum, "Conceitos", exclusivamente digital. Embora aberto a continuidade, o projeto segue parado desde o falecimento do guitarrista Sérgio Knust em 10/12/2018.
Em 2018, Val lançou o album solo "Mais Que o Sol", exclusivamente digital, marcando a tônica adotada por vários músicos, desde a chegada do Deezer Spotify no Brasil.
Em fevereiro de 2020, já totalmente à vontade com o streaming, Val Martins lançou em todas as plataformas digitais o single "Justo É Deus". O que não esperava era a Pandemia do novo Coronavírus (COVID-19) que se instalaria no mundo, que obrigou todos a ficarem em quarentena. Mas isso não foi motivo de desânimo para o músico. Em março do mesmo ano, foi lançado o single "Deus Vai Guiar". Em abril, acometido do vírus COVID-19, com novo single já pronto, "Carrossel de Emoções", Val Martins convocou todos os fãs para participação remota do clipe de seu single. Seus fãs o enviaram vídeos filmados a partir de seus celulares com frases da música. Na segunda quinzena de Maio de 2020 lançou o EP "Viver Pra Ti", com a faixa homônima inédita mais os três outros singles.

## Discografia
- 1996 — O Encontro
- 1998 — Com Palavras e com Obras
- 2000 — Perto do Senhor
- 2002 — Proteção
- 2010 — Cantando em Salmos
- 2013 — Reino de Justiça (ao vivo) - com Moana / Também em DVD
- 2015 — Por Seu Amor
- 2016 — Conceitos - com a Banda KSLV
- 2018 — Mais Que O Sol
- 2020 — Viver Pra Ti - EP

## Participações especiais
- 1998 — Canção "O Encontro (Ao Vivo) (Faixa 6), Album "Canta Rio 98", Vários Artistas (Coletânea - MK Music)
- 1998 — Canção "Tempo de Louvor" (Faixa 4), Album "Celebrando ao Rei (Ao VIvo)", de Gilberto França;
- 2010 — Canção "Saudade do Que Nem Vivi (Faixa 10), Album "Por Tua Graça", de Moana Viterbo;
- 2017 — Canção "Reação" (Faixa 3), Album "Me Abraça", da Banda Servos da Luz.